# Fred Haise
Fred Wallace Haise, Jr. (* 14. November 1933 in Biloxi, Mississippi) ist ein ehemaliger US-amerikanischer Astronaut.
Sein einziger Weltraumflug verlief ohne den erhofften Erfolg: Aufgrund einer Panne mit Apollo 13 auf dem Weg zum Mond musste die geplante Mondlandung entfallen. Es gelang jedoch, die Besatzung gesund und unversehrt zur Erde zurückzubringen.

## Das Apollo-Programm
Haise gehörte zu den 19 Männern, welche die NASA am 4. April 1966 in der fünften Astronautengruppe ausgewählt hatte, und die für das Apollo-Programm ausgebildet wurden.
Für den Flug von Apollo 8 im Dezember 1968 war er als Ersatz für William Anders eingeteilt, kam aber nicht zum Einsatz.
Wie damals üblich sollte die Ersatzmannschaft eines Apolloflugs drei Flüge später die Hauptmannschaft bilden, und so war Haise als Pilot für die Mondlandefähre von Apollo 11 im Juli 1969 nominiert, das heißt, dass er einer der beiden ersten Menschen auf dem Mond werden sollte. Doch Michael Collins, der aus gesundheitlichen Gründen nicht an Apollo 8 teilnehmen konnte, wurde für Apollo 11 als Pilot der Apollo-Kommandokapsel nachnominiert. Diese Aufgabe hätte eigentlich Buzz Aldrin übernehmen sollen, der dafür Pilot der Mondfähre Eagle wurde. Haise musste in die Ersatzmannschaft rücken und kam wieder nicht zum Einsatz.
So kam er am 11. April 1970 mit Apollo 13 zu seinem ersten Weltraumflug. Haise sollte die Landefähre Aquarius steuern und war dafür vorgesehen, als sechster Mensch die Mondoberfläche zu betreten. Aufgrund einer Explosion im Apollo-Raumschiff auf dem Weg zum Mond wurde die Mondlandung jedoch abgesagt, und Haise konnte froh sein, zusammen mit James Lovell und John Swigert lebend zur Erde zurückgekehrt zu sein. Unmittelbar nach der Landung wurde Haise wie die anderen beiden Astronauten von Apollo 13 durch Präsident Richard Nixon mit der Presidential Medal of Freedom ausgezeichnet, eine der beiden höchsten zivilen Auszeichnungen der USA.
Während des Apollo-14-Fluges vom 31. Januar bis 9. Februar 1971 diente Haise als Verbindungssprecher (CapCom).
Für Apollo 16 im April 1972 war er wieder in die Ersatzmannschaft eingeteilt, dieses Mal als Kommandantersatz für John Young. Damit hätte Haise gute Chancen gehabt, als Kommandant von Apollo 19 doch noch die Mondoberfläche zu betreten, aber die NASA hatte diesen ursprünglich für 1973 geplanten Flug bereits 1970 aus Kostengründen gestrichen.

## Das Space Shuttle
Haise blieb bei der NASA und wechselte im April 1973 in das Space-Shuttle-Projekt, wo er bis Januar 1976 Technischer Assistent des Managers war. 
Haise kommandierte eines der beiden Zwei-Mann-Teams, die die umfangreichen Anflug- und Landetests (ALT) des Shuttles Enterprise durchführten. Haise und sein Kopilot Gordon Fullerton flogen am 18. Juni und am 26. Juli 1977 zwei der drei Space-Shuttle-Tests, bei denen die Enterprise auf dem Rücken einer Boeing 747 montiert war und nicht gelöst wurde.
Bei fünf weiteren Tests wurde die Enterprise von der 747 im Flug gelöst und landete im Gleitflug innerhalb von wenigen Minuten selbständig. Drei dieser Tests wurden von Haise und Fullerton am 12. August, am 23. September und am 26. Oktober 1977 geflogen.
Während dieser Zeit war noch geplant, dass der Erstflug des Space Shuttle im Jahre 1979 erfolgen sollte. Haise war zunächst als Kommandant für den dritten Flug vorgesehen, bei dem das Shuttle Columbia an der Raumstation Skylab ankoppeln sollte, um sie in eine höhere Umlaufbahn zu befördern. Als sich abzeichnete, dass Skylab früher als erwartet abstürzen würde, wurde diese Mission vorgezogen und sollte nun bereits beim zweiten Space-Shuttle-Flug stattfinden (STS-2A). Aufgrund von Verzögerungen im Shuttle-Programm kam es nicht mehr dazu, und Skylab verglühte schließlich am 11. Juli 1979, fast zwei Jahre vor dem ersten Space-Shuttle-Flug. Haise verließ die NASA kurz vorher, am 29. Juni 1979, ohne ein zweites Mal im Weltraum oder gar auf dem Mond gewesen zu sein.

## Abschied von der NASA
Anschließend hatte Haise verschiedene Managerposten in der Firma Grumman Aerospace Corporation inne, bevor er sich 1996 zur Ruhe setzte.

## Besonderheiten und Rekorde
- Gemeinsam mit Jim Lovell und Jack Swigert während Apollo 13 die weiteste Entfernung eines Menschen von der Erde (401.056 km)
- Gemeinsam mit Fullerton der Mensch, der die meisten Testflüge mit dem Shuttle Enterprise gemacht hat
- In dem Hollywood-Film Apollo 13 wurde er 1995 von Bill Paxton dargestellt.